# クイーンズタウン駅 (タスマニア州)
クイーンズタウン駅（クイーンズタウンえき、英: Queenstown railway station）は、オーストラリア連邦タスマニア州西タスマニアにある2つの駅である。
元々はマウント・ライエル鉱業鉄道会社 (Mount Lyell Mining and Railway Company) として敷設された鉄道のために建築され、1962年に鉄道が廃止されるまで利用されていた。
ウェスト・コースト・ワイルダーネス鉄道 (West Coast Wilderness Railway) として鉄道が再敷設されたときに、新駅が建築された。

## 旧駅
旧駅はオア・ストリート (Orr Street) およびエンパイアー・ホテル (Empire Hotel) の西端より跨っており、旧駅には広範囲にわたって覆う屋根がなかった。
屋根は1920年代に覆われた。
特に道路アクセスが不可能な時代に、当駅は高官の訪問および出国の式典が行われる定期的な場所であった。

## 新駅
新駅は旧駅から少し南に位置しており、ドリフィールド・ストリート (Driffield Street) およびオア・ストリートの交差点より南にある。
当駅には特に全天候型の屋根と駅周辺に大規模構造の建物がある。

## 駅順
- クイーンズタウン駅
- リンチフォード（英語版） (Lynchford)
- リナディーナ（英語版） (Rinadeena)
- ダビル・バリル（英語版） (Dubbil Barril)
- ティープーカナ（英語版） (Teepookana)
- レガッタ・ポイント（英語版） (Regatta Point)